# Mezőkirályfalva
Mezőkirályfalva falu (románul: Crăiești, németül: Fürstendorf) Maros megyében, Erdélyben, Romániában, Mezőkirályfalva község központja.

## Fekvése
Szászrégentől nyugatra, Mezőörményes és Faragó közt fekvő település.

## Története
Mezőkirályfalva nevét 1549-ben Királyfalwa néven említette először oklevél.
1733-ban Kirájfalva, 1750-ben Királyfalu, 1760-1762 között Mezö Királyfalva, 1808-ban Királyfalva, 1888-ban Mező Királyfalva (Krajfaleon) néven említették. A 20. század elején román neve Craifalău volt.
1910-ben 650 lakosából 62 magyar, 587 román volt, melyből 588 görögkatolikus, 22 református, 27 izraelita volt.

## Nevezetességek
- Festett kazettás mennyezetű temploma